# Сэнтай
Сэнтай (яп. 戦隊) — японское слово, означающее военную единицу, которое можно перевести как «эскадрилья», «целевая группа», «группа» или «крыло». Более крупные формирования, такие как «полк» и «флотилия», тоже иногда называют словом «сэнтай».

## Вторая мировая война
Термин «сэнтай» применялся в военной авиации как ВВС Императорской армии Японии, так и ВВС Императорского флота Японии и означал подразделения, эквивалентные группе или крылу иностранных сил. Однако в ВВС Императорской армии в сэнтай первоначально входили от двух до четырёх эскадрилий (тютай), два и более сэнтая же формировали авиабригаду (хикодан). На более поздних стадиях Второй мировой войны тютай были отменены, и сэнтай разделили на воздушные единицы (хикотай) и единицы поддержки (сэйбитай). ВВС Императорского флота же сэнтай называли бо́льшие соединения, равные группам в западных ВМФ, они назывались кокутай. Несколько сэнтаев составляли кантай, флотилию. Командир сэнтай ВВС Императорской армии обычно был подполковником, ВВС Императорского флота — капитаном.

## СэнтайИмператорского Флота Японии
Сэнтай в японском флоте был обозначен в Законе военно-морского командования № 10, Кантайрэй (яп. 艦隊令) от 30 ноября 1914 года. В нём были указаны следующие единицы:
- сэнтай (яп. 戦隊) — объединение двух и более кораблей одного типа (линкоры, линейные и обычные крейсеры, минные заградители и корабли береговой обороны);
- кокку сэнтай (яп. 航空戦隊 ко:кку: сэнтай) — объединение суден воздушной поддержки (авианосцев, гидроавианосцев и авиагрупп);
- суйрай сэнтай (яп. 水雷戦隊) — объединение эсминцев, иногда с лёгким крейсером в качестве флагмана;
- сэнсуй сэнтай (яп. 潜水戦隊) — объединение подлодок, иногда с плавучей базой. Первая такая группа отделилась от 4-й суйрай сэнтай 1 апреля 1919 года;
- юсо сэнтай (яп. 輸送戦隊 юсо: сэнтай) — объединение двух и более десантных дивизий. Впервые образованы 25 сентября 1944 года;
- токко сэнтай (яп. 特攻戦隊 токко: сэнтай) — корабль-носитель, укомплектованный пилотируемыми торпедами-камикадзе (Кайтэн, Кайрю, Корю и Синъё). Впервые образованы 20 марта 1945 года.

## В культуре
«Супер Сэнтай» (яп. スーパー戦隊シリーズ Су:па: сэнтай сири:дзу) — японский токусацу-телесериал канала TV Asahi, повествующий о команде супергероев, носящих однотипные костюмы, закрывающие всё тело, и пилотирующих мехи, борющейся с монстрами-кайдзю. Каждый сезон команды меняются. Адаптацией франшизы для западного зрителя является сериал «Могучие рейнджеры». Сейчас под словом сэнтай обычно понимают именно команду супергероев.